# Sanilac County
Sanilac County ist ein County im Bundesstaat Michigan der Vereinigten Staaten. Der Verwaltungssitz (County Seat) ist Sandusky. Das U.S. Census Bureau hat bei der Volkszählung 2020 eine Einwohnerzahl von 40.611 ermittelt.

## Geographie
Das County liegt im Osten der Unteren Halbinsel von Michigan, grenzt im Osten an den Lake Huron, einem der 5 großen Seen, und hat eine Fläche von 4119 Quadratkilometern, wovon 1622 Quadratkilometer Wasserfläche sind. Es grenzt im Uhrzeigersinn an folgende Countys: St. Clair County, Lapeer County, Tuscola County und Huron County.

## Geschichte
Sanilac County wurde 1822 aus Teilen des St. Clair County gebildet. Benannt wurde es nach Sanilac, dem Häuptlich der Wyandot, auch Huronen genannt, die ein ehemals mächtiges Indianervolk Nordamerikas waren.
Elf Bauwerke und Stätten des Countys sind im National Register of Historic Places eingetragen (Stand 28. Januar 2018).

## Demografische Daten

Alterspyramide des Sanilac Countys (Stand: 2000)

Nach der Volkszählung im Jahr 2000 lebten im Sanilac County 44.547 Menschen in 16.871 Haushalten und 12.163 Familien. Die Bevölkerungsdichte betrug 18 Einwohner pro Quadratkilometer. Ethnisch betrachtet setzte sich die Bevölkerung zusammen aus 96,90 Prozent Weißen, 0,28 Prozent Afroamerikanern, 0,36 Prozent amerikanischen Ureinwohnern, 0,26 Prozent Asiaten, 0,01 Prozent Bewohnern aus dem pazifischen Inselraum und 1,09 Prozent aus anderen ethnischen Gruppen; 1,11 Prozent stammten von zwei oder mehr Ethnien ab. 2,78 Prozent der Bevölkerung waren spanischer oder lateinamerikanischer Abstammung.
Von den 16.871 Haushalten hatten 32,7 Prozent Kinder unter 18 Jahren, die bei ihnen lebten. 59,8 Prozent waren verheiratete, zusammenlebende Paare, 8,6 Prozent waren allein erziehende Mütter und 27,9 Prozent waren keine Familien. 24,3 Prozent waren Singlehaushalte und in 11,6 Prozent lebten Menschen im Alter von 65 Jahren oder darüber. Die Durchschnittshaushaltsgröße betrug 2,60 und die durchschnittliche Familiengröße lag bei 3,08 Personen.
26,9 Prozent der Bevölkerung waren unter 18 Jahre alt. 7,6 Prozent zwischen 18 und 24 Jahre, 27,0 Prozent zwischen 25 und 44 Jahre, 23,0 Prozent zwischen 45 und 64 Jahre und 15,4 Prozent waren 65 Jahre oder älter. Das Durchschnittsalter betrug 38 Jahre. Auf 100 weibliche Personen kamen 98,5 männliche Personen. Auf 100 Frauen im Alter von 18 Jahren und darüber kamen statistisch 94,8 Männer.
Das jährliche Durchschnittseinkommen eines Haushalts betrug 36.870 USD, das Durchschnittseinkommen einer Familie 42.306 USD. Männer hatten ein Durchschnittseinkommen von 32.101 USD, Frauen 21.376 USD. Das Prokopfeinkommen betrug 17.089 USD. 7,6 Prozent der Familien und 10,4 Prozent der Bevölkerung lebten unterhalb der Armutsgrenze.